# Weißscheitelnonne
Die Weißscheitelnonne (Lonchura nevermanni) ist eine Art aus der Familie der Prachtfinken. Es werden keine Unterarten beschrieben.

## Beschreibung
Die Weißscheitelnonne erreicht eine Körperlänge von bis zu 11,5 Zentimeter. Der Sexualdimorphismus ist nicht sehr ausgeprägt.
Beim Männchen sind der Oberkopf und die Kopfseiten bräunlich weiß. Die Federn am Hinterkopf, dem Hinterhals und an den Hinterhalsseiten sind bräunlich mit weißen Säumen. Dadurch entsteht ein allmählicher Übergang zu der erdbraunen Färbung von Rücken und Flügeln. Der hintere Bürzel sowie die Oberschwanzdecken sind orange gelbbraun. Die Schwanzfedern sind braun und weisen gelbe Säume auf. Die Kehle, der hintere Bauch sowie die hinteren Körperseiten und die Schenkel und die Unterschwanzdecken sind schwarz. Die übrige Körperunterseite ist rostbraun.
Weibchen haben eine weniger scharf umgrenzte Kopfzeichnung und sind am Kopf eher schmutzig weißlich. Jungvögel sind auf der Körperoberseite erdbraun und auf der Körperunterseite rostbräunlich.

## Verbreitung und Lebensweise
Das Verbreitungsgebiet ist das Tiefland des Südens von Neuguinea. Der Lebensraum von Weißscheitelnonnen ist Gras- und Reisland. Über das Fortpflanzungsverhalten dieser Art im Freiland ist bislang nur sehr wenig bekannt. Nestbau wurde im Mai beobachtet. Bei in menschlicher Obhut gehaltenen Vögeln wurde beobachtet, dass – ähnlich wie bei vielen anderen Prachtfinkenarten – das Männchen das Nistmaterial bringt und dieses vom Weibchen verbaut wird. Der Nestbau ist in vier bis sechs Tagen abgeschlossen. Ein bis zwei Tage später befinden sich Eier im Nest. Die Brutzeit beträgt zwölf bis dreizehn Tage, wobei beide Elternvögel brüten. Ausgeflogene Jungvögel kehren in das Brutnest zurück. Sie benötigen etwa drei Wochen, bis sie selbständig sind. Da die adulten Weibchen sehr schnell nach dem Ausfliegen der Jungvögel damit beginnen, ein neues Nest zu bauen und ein neues Gelege zu legen, ist es überwiegend das Männchen, das die Jungvögel versorgt.

## Haltung
Die Weißscheitelnonnen ist wie die meisten Prachtfinkenarten, die ausschließlich in Neuguinea verbreitet sind, sehr spät erstmals nach Europa eingeführt worden. Die ersten Weißscheitelnonnen wurden erstmals 1975 nach Europa eingeführt, die Erstzucht folgte drei Jahre später. Die Art erwies sich als verhältnismäßig einfach nachzuzüchten. Weißscheitelnonnen zählen bis heute zu den Arten, die regelmäßig, jedoch nicht in großer Zahl nachgezogen werden.

## Belege

### Einzelbelege
1. ↑   Nicolai et al., S. 268
2. ↑   Nicolai et al., S. 265